# Championnats de France d'escrime 2024
 (février 2024).
Si vous disposez d'ouvrages ou d'articles de référence ou si vous connaissez des sites web de qualité traitant du thème abordé ici, merci de compléter l'article en donnant les références utiles à sa vérifiabilité et en les liant à la section « Notes et références ».
Navigation
Édition précédente Édition suivante
Les Championnats de France d'escrime 2024 se déroulent en trois parties:
- divisions nationales 1 par équipes: les 13 avril et 14 avril à Roubaix pour le sabre, les 30 mars et 1er avril à Melun pour le fleuret, et les 20 avril et 21 mai à Colmar pour l'épée
- divisions nationales 2 et 3: les 11 mai et 12 mai à Roubaix pour le sabre, les 1er juin et 2 juin à Haguenau pour le fleuret, et les 1er avril et 2 mai à Castelnau-le-Lez pour l'épée
- divisions nationales 1 individuelles: le 21 décembre à Antony[1],[2].

Les épreuves individuelles se déroulent le samedi, alors que les épreuves par équipes ont lieu le dimanche.
Cette saison fût marquée par les Jeux Olympiques 2024 qui suivent ces championnats.
Par ailleurs, les circuits nationaux retrouvent leur formule avec une journée qualificative ouverte précédent le circuit.

## Liste des épreuves
Comme chaque année, des circuits nationaux permettent de se qualifier aux Championnats de France.

### Sabre
La saison individuelle s'articule autour de :
- 5 circuits nationaux [3],[4],[5],[6],[7],[8],[9],[10],[11],[12],[13]
- les Championnats de France par division.

La saison par équipes s'articule autour de :
- une demi-finale : à Maisons-Alfort le 28 janvier[14],[15],[16]
- la finale des Championnats de France par division.

### Fleuret
La saison individuelle s'articule autour de :
- 5 circuits nationaux [17],[18],[19],[20],[21],[22],[23],[24],[25],[26]
- les Championnats de France par division.

La saison par équipes s'articule autour de :
- la finale des Championnats de France par division.

### Épée
La saison individuelle s'articule autour de :
- 5 circuits nationaux [27],[28],[29],[30],[31],[32],[33],[34],[35],[36],[37]
- les Championnats de France par division.

La saison par équipes masculine s'articule autour de :
- une demi-finale : à Fontaine les 13 janvier et 14 janvier en N1[38] et N2[39]
- la finale des Championnats de France par division.

La saison par équipes féminine s'articule autour de :
- 3 journées de Championnats en N1 et N2 (poule unique)[40],[41] : à Mâcon le 15 octobre 2023, à Dijon le 19 novembre 2023 et à Soissons à 14 janvier 2024
- la finale des Championnats de France par division.

## Médaillés

### Sabre
| Épreuves            | Or                                                                                         | Argent                                                                               | Bronze                                                                       |
| ------------------- | ------------------------------------------------------------------------------------------ | ------------------------------------------------------------------------------------ | ---------------------------------------------------------------------------- |
| Sabre               |                                                                                            |                                                                                      |                                                                              |
| Hommes individuel,  | Eliott Bibi Section paloise                                                                | Paco Boureau US Joué-lès-Tours                                                       | Ugo Latapy Strasbourg UC Baptiste Baylac ATE Tarbes                          |
| Hommes par équipes, | CE Orléans- Boladé Apithy - Jean-Uthmann Bisch - Jean-Philippe Patrice - Sébastien Patrice | Section paloise- Eliott Bibi - Paco Boureau - Samuel Jarry - François Maruelle       | Souffel EC- Edouard Barloy - Maxence Lambert - Tom Seitz                     |
| Femmes individuel,  | Malina Vongsavady Meylan Escrime Club                                                      | Louise Klein CE Clamart                                                              | Sara Camille Noutcha Strasbourg UC Mathilde Mouroux ATE Tarbes               |
| Femmes par équipes, | Strasbourg UC- Sara Balzer - Sara Camille Noutcha - Rita Robineaux - Toscane Tori          | CE Orléans- Manon Apithy-Brunet - Cécilia Berder - Caroline Quéroli - Laura Réguigne | CE Roubaix- Saoussen Boudiaf - Lisa Croiset - Clara Laurent - Coline Suzanne |

### Fleuret
| Épreuves            | Or                                                                                                   | Argent                                                                                      | Bronze                                                                                                  |
| ------------------- | --- | ------------------------------------------------------------------------------------------- | --- |
| Fleuret             | |                                                                                             | |
| Hommes individuel,  | Maximilien Chastanet Issy Mousquetaires                                                              | Eliot Chagnon CE Melun Val de Seine                                                         | Pierre Loisel OGC Nice escrime Alexandre Sido Issy Mousquetaires                                        |
| Hommes par équipes, | BLR 92- Anas Anane - Cheung Ka Long - Rafael Savin - Jean-Paul Tony-Helissey                         | CE Melun Val de Seine- Eliot Chagnon - Paul-Antoine De Badts - Nick Itkin - Wallerand Roger | OGC Nice escrime- Cameron Carasena - Maxime Carruggi - Alessio Foconi - Pierre Loisel                   |
| Femmes individuel,  | Éva Lacheray Montbéliard                                                                             | Constance Catarzi OGC Nice                                                                  | Anita Blaze Escrime Pays d'Aix Morgane Patru Team Fleuret                                               |
| Femmes par équipes, | OGC Nice escrime- Solène Butruille - Constance Catarzi - Annaick Bargain Ferrari - Francesca Palumbo | BLR 92- Mathilde Dijoux - Jade Maréchal - Alice Recher - Garance Roger                      | Bordeaux Escrime Club- María Teresa Díaz Escalona - Emmie Nayl - Marion Rousseau - Chloé-Marine Sanchez |

### Épée
| Épreuves            | Or                                                                                  | Argent                                                                                 | Bronze                                                                           |
| ------------------- | ----------------------------------------------------------------------------------- | -------------------------------------------------------------------------------------- | -------------------------------------------------------------------------------- |
| Épée                |                                                                                     |                                                                                        |                                                                                  |
| Hommes individuel,  | Aymerick Gally Escrime Rodez Aveyron                                                | Paul Allègre Levallois                                                                 | Lilian Nguefack Levallois Clément Dorigo VGA Saint Maur                          |
| Hommes par équipes, | Levallois- Paul Allègre - Alexandre Bardenet - Yannick Borel - Kendrick Jean-Joseph | Beauvais ACA- Benoit Chanu - Hendrick Lérus-Roulez - Luidgi Midelton - David van Nunen | Paris UC- Théo Collin - Baptiste Correnti - Lino Heurlin-Vazquez - Julien Maury  |
| Femmes individuel,  | Diane Von Kerssenbrock VGA Saint Maur                                               | Océane Francillonne CE Châlons                                                         | Éloïse Vanryssel Beauvais ACA Solène Mbiim Levallois                             |
| Femmes par équipes, | Beauvais ACA- Mélissa Goram - Ewa Trzebińska - Hélène Ngom - Éloïse Vanryssel       | Grenoble Parmentier Escrime- Emma Lauvray - Aliya Luty - Océane Tahé - Isis Washington | Levallois- Julia Caron - Alexandra Louis-Marie - Solène Mbiim - Coraline Vitalis |